# کارل هاینتس-اولیگ
کارل هاینتس-اولیگ (زادهٔ ۱۵ سپتامبر ۱۹۳۸ – درگذشتهٔ ۱۴ ژانویهٔ ۲۰۲۴) استاد آلمانی دین‌شناسی و تاریخ مسیحیت در دانشگاه سارلند بود. او به همراه گرد رودیگر پوین سردبیر کتاب "ریشه‌های پنهانی اسلام: تحقیقی نوین بر تاریخ اولیه" بود که در آن استدلال می‌کند نمی‌توان اسلام را به‌عنوان دین متمایزی تصور کرد. اولیگ و پوین به گواهی مسکوکات عرب و کتیبه‌های قبة الصخره در اواخر قرن ۷.م تزی ارائه می‌دهند که نویسه MHMT و اصطلاحِ محمد به معنی "محترم" (به انگلیسی: the revered) و "ستوده" (به انگلیسی: the praiseworthy) و سنگ نوشته‌های قبة الصخره با نمادهای مسیحی مانند صلیب تأیید می‌کند لفظ محمد عنوان ستایشی مسیحی برای عیسی بوده است.
اولیگ در ۱۴ ژانویهٔ ۲۰۲۴، در ۸۵ سالگی درگذشت.